# Araucaria bidwillii
Araucaria bidwillii, la araucaria australiana, es un árbol siempreverde conífero en el género Araucaria, de familia Araucariaceae. Es nativa del sureste de Queensland con dos poblaciones separadas en el norte del trópico de Queensland, y muchos excelentes ejemplares plantados en Nueva Gales del Sur. Crece hasta 50 m de alto. Se le llama también pino bunya; sin embargo, no resulta taxonómicamente correcto ya que no pertenece al género Pinus.
El pino bunya (A. bidwillii) es el último sobreviviente de la sección Bunya del género Araucaria. Esta sección era diversa y extendida durante el mesozoico con algunas especies teniendo una morfología del cono similar a A. bidwillii, el cual apareció durante el Jurásico. Fósiles de la sección Bunya se han encontrado en Sudamérica y Europa. 

## Distribución
A. bidwillii tiene una distribución limitada dentro de Australia y, parte de la razón para los sitios restantes, fue la desecación de Australia con la pérdida del bosque lluvioso y la pobre dispersión de la semilla. Los sitios remanentes en las Montañas Bunya, el área de Jimna y el monte Lewis en tienen diversidad genética en esos lugares dispersos. Los conos son largos, de cáscara dura y nutritivos, caen intactos al suelo debajo del árbol y antes de que salgan las semillas. La posibilidad de que animales más grandes del pasado como vectores en el jurásico, tales como dinosaurios y grandes mamíferos podrían considerarse pero son improbables para la bunya.

## Ecología
A. bidwillii tiene una semilla de inusual germinación criptogeal en la cual las semillas desarrollan un tubérculo subterráneo del cual un brote aéreo emerge después. El desarrollo de la semilla en esa forma se sabe que ocurre durante varios años presumiblemente como una estrategia para permitir a los plantines emerger bajo óptimas condiciones climáticas o, se ha sugerido, evitar el fuego. Esta germinación ha sido una de los principales problemas en la silvicultura de la especie.
Aunque no se han reportado agentes dispersores de las semillas de A. bidwillii, se sabe que varias especies de macrópodos se alimentan de las semillas y tubérculos. Se ha observado que la rata de arbusto (Rattus fuscipes) estaba almacenando las semillas de bunya desde distancias limitadas cuesta arriba de los árboles padres, posiblemente permitiendo la germinación en la parte alta de las cordilleras. Los possums cola de brocha (Trichosurus spp.) se han mencionado como transportadores de las semillas de los árboles. De un estudio en 2006, los possums de orejas de cortas (Trichosurus caninus), se demostró la dispersión de la semilla de A. bidwillii por estos animales.
Las poblaciones naturales de la especie han sido reducidas en extensión y abundancia a través de la explotación de su madera, la construcción de un dique y el clareo histórico. La mayor parte de las poblaciones están ahora protegidas en reservas formales y parques nacionales.
Los conos miden 20-35 cm de diámetro, y se desintegran cuando maduran para soltar las grandes semillas (3-4 cm).

## Significado cultural
A. bidwillii es un árbol sagrado para los pueblos aborígenes. El nombre vernáculo es bunya o bunya-bunya, derivado del nombre usado por los aborígenes australianos; se le llama con frecuencia pino bunya .
Al igual  que las semillas de las especies Araucaria araucana y Araucaria angustifolia, las semillas de esta especie también son comestibles, y son similares a los piñones de los pinos. Sus semillas han sido una importante fuente de comida para los pueblos aborígenes australianos; arboledas eran con frecuencia de ciertas propiedades tribales. Las semillas eran comidas ya sea crudas o cocinadas. Tradicionalmente se les molía hasta hacerlos una pasta, la cual era comida en ese estado o cocinada al carbón para hacer pan.
Su madera es color crema y es fácil de trabajar. Es excelente para trabajos interiores como molduras de pisos, especialmente utilizada para hace cajas de fósforos, pequeños botes y escobas.[cita requerida]

## Cultivo
Las nueces de bunya son lentas de germinar. Un grupo de 12 semillas sembradas en Melbourne tomó un promedio de seis meses en germinar (con la primera germinando en 3 meses) y solo desarrolló raíces después de 1 año. Las primeras hojas forman una roseta y son café-oscuras. Las hojas se tornan verdes una vez que el primer sistema ramificado del tallo se desarrolla. A diferencia de las hojas maduras, las hojas jóvenes son relativamente suaves. En la medida en que las hojas maduran se hacen muy duras y afiladas.
Una vez establecidas las bunyas son muy resistentes al frío y pueden ser cultivadas tan al sur como Hobart en Australia (42° S) y Christchurch en Nueva Zelanda (43° S) y tan al norte como Sacramento en California (38° N).

## Taxonomía
Araucaria bidwillii fue descrita por William Jackson Hooker y publicado en  London Journal of Botany 2: 503–506, t. 18, 19, f. 1, en el año 1843.
Etimología
Araucaria: nombre genérico geográfico que alude a su localización en Arauco.
bidwillii:epíteto otorgado en honor del botánico John Carne Bidwill.
Sinonimia
- Columbea bidwillii (Hook.) Carrière
- Marywildea bidwillii (Hook.) A.V.Bobrov & Melikyan[6]

## Galería

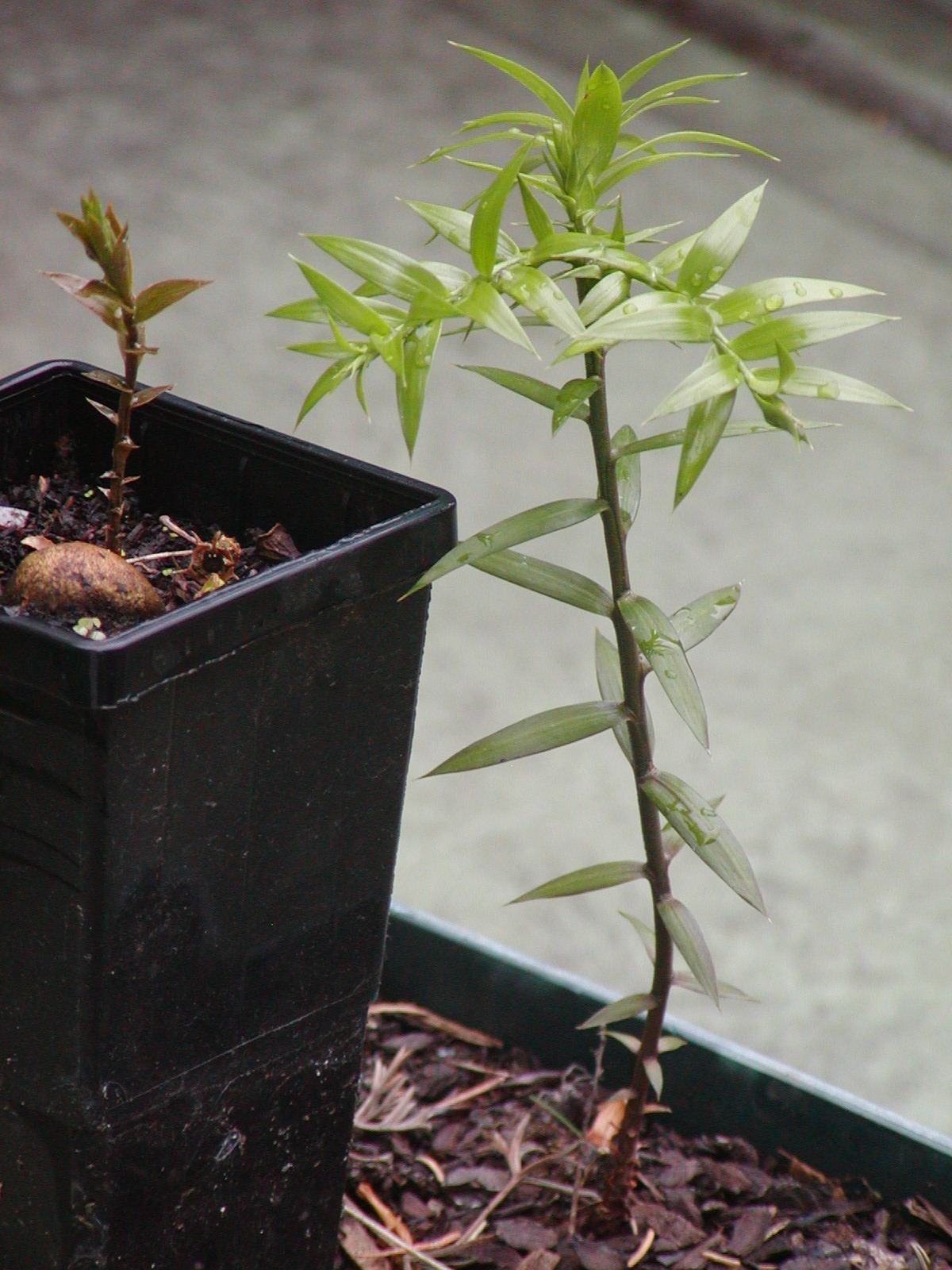
Un par de plantitas de bunya mostrando el cambio de color de hoja. Los cotiledones son hipogeales, permaneciendo debajo del suelo.
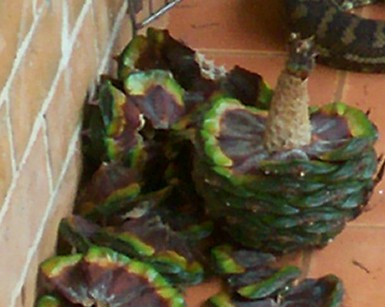
El cono o fruto del bunya, comúnmente conocido como nuez bunya.
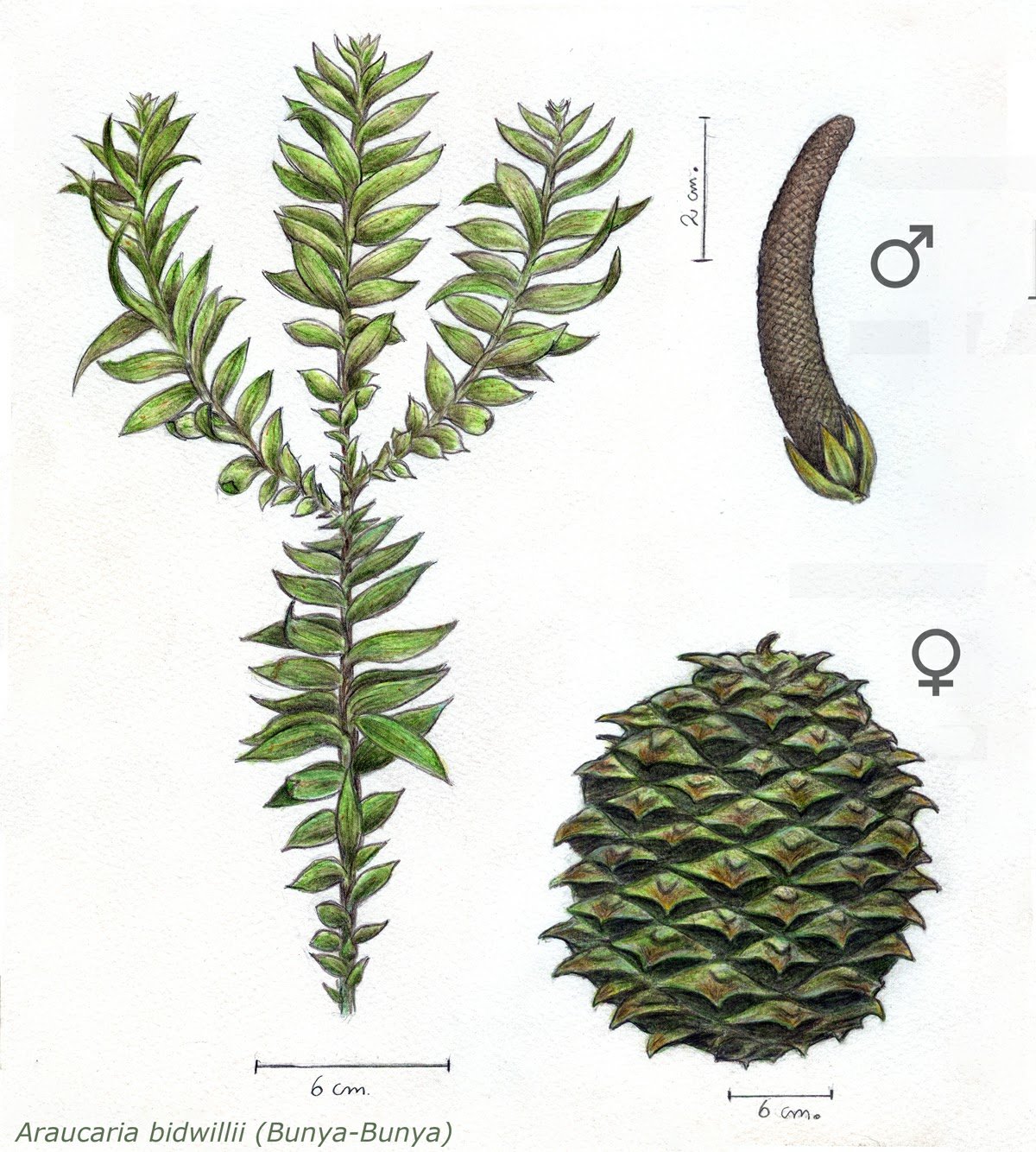
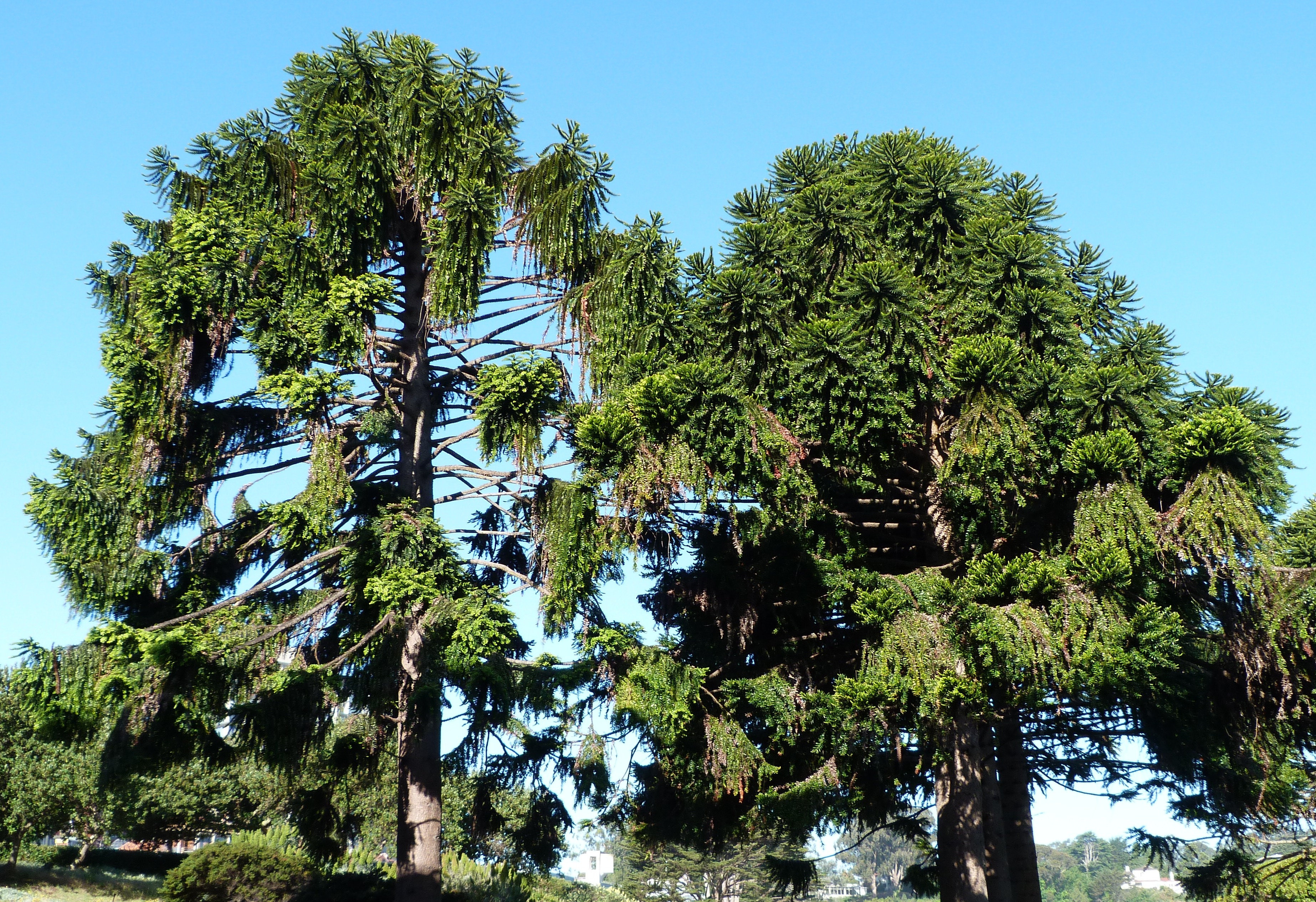
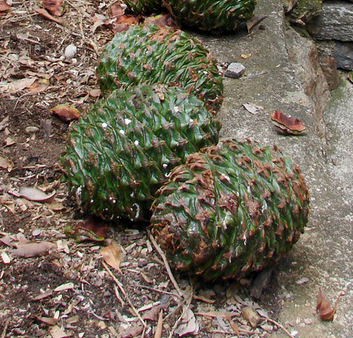
Conos.